# Краузе, Геннадий Николаевич
Геннадий Николаевич Кра́узе (1914—1980) — советский инженер-механик. Лауреат Сталинской премии первой степени.

## Биография
Родился 2 февраля 1914 года в Уфе (ныне Башкортостан). Окончил УПИ имени С. М. Кирова (1937).
В 1932—1960 годах работал на рабочих, инженерных и руководящих должностях на Уралмашзаводе.
В 1960—1980 годах директор Колпинского отделения ВНИИ металлургического машиностроения.
Разработчик и руководитель проектов первых советских блюмингов, непрерывно-заготовочных и рельсобалочных станов, использовавшихся на металлургических заводах СССР, Польши, Китая и Индии.

## Семья
- сын — Юрий, журналист.

## Награды
- Сталинская премия первой степени (1950) — за создание советского рельсо-балочного стана
- орден Красной Звезды
- два ордена Трудового Красного Знамени
- медали